# Sammy Houri
Sammy Houri (9 augustus 1985) is een Frans voetballer die onder contract staat bij FC Brussels. 
Nadat Houri in 2011 de overstap maakte van de toenmalige tweedeklasser KV Oostende naar reeksgenoot FC Brussels, mocht hij op 2 september 2011 in de basis starten in een thuismatch tegen KSK Heist. In de 55ste minuut scoorde hij de 1-1, zijn eerste goal in het shirt van FC Brussels.

## Statistieken
| seizoen | club                        | land      | competitie                    | wed | goals |
| ------- | --------------------------- | --------- | ----------------------------- | --- | ----- |
| 2005/06 | AS Saint-Étienne            | Frankrijk | Ligue 2                       | 3   | 0     |
| 2006/07 | US Raonnaise                | Frankrijk | Championnat de France amateur | 32  | 6     |
| 2007/08 | Paris FC                    | Frankrijk | Championnat National          | 29  | 6     |
| 2008/09 | Athlétic Club Arles-Avignon | Frankrijk | Ligue 2                       | 23  | 2     |
| 2009/10 | KV Oostende                 | België    | Tweede klasse                 | 6   | 0     |
| 2010/11 | KV Oostende                 | België    | Tweede klasse                 | 31  | 6     |
| 2011/12 | FC Brussels                 | België    | Tweede klasse                 | 31  | 15    |
| 2013/14 | CS Constantine              | Algerije  | Algerian Championnat National | 8   | 1     |
|         |                             |           | Totaal                        | 163 | 36    |

Bron: sport.be - sporza.be